# Aleksa Đukanović
Aleksa Đukanović (serbisch-kyrillisch Алекса Ђукановић; * 4. Januar 1998 in Belgrad) ist ein serbischer und kroatischer Schriftsteller, Literatur- und Theaterkritiker, Herausgeber und Publizist.

Aleksa Đukanović, 2025.

## Leben
Er besuchte die juristische Schule „Dimitrije Davidović“ in Zemun und schloss 2022 sein Studium an der Staatlichen Akademie für Wirtschafts- und Kunststudien in Belgrad mit einem Studium im Bereich der Rechts- und Wirtschaftswissenschaften sowie des öffentlichen Systems ab. Er veröffentlicht Prosa und Kritik in Belgrads „NIN“, „Politika“, „Večernje novosti“, „Danas“ und in zahlreichen Literaturzeitschriften, Tageszeitungen und Internetportalen zu Literatur, Kultur und Sozialthemen in Serbien, dem Balkan, Europa, den Vereinigten Staaten und anderen Ländern. Er ist Mitglied der Gesellschaft der Schriftsteller der Vojvodina. Er ist Ehrenmitglied und lebenslanges Mitglied des Kulturhauses „Naaman“ im Libanon. Er war Redakteur der Literaturzeitschriften Sisif und Literarische Gilde. Seit 2019 veröffentlicht er Prosa und Lyrik.

## Werke (Auswahl)
- Europa in extremis (Evropa na samrti), lyrische Gedichte und Essays, 2021. online ISBN 978-86-6341-558-4
- Ketzerische Lieder (Jeretičke pesme), Lieder, 2021. online ISBN 978-86-6341-626-0
- Essaybuch (Knjiga eseja), Essays, 2021. online ISBN 978-86-6341-629-1
- Gefallener Inquisitor (Pali inkvizitor), Fantasy-Roman, 2021. online ISBN 978-86-6341-627-7
- Novellen (Novele), zwölf gesammelte Novellen in einem Band, 2023. online ISBN 978-86-6341-815-8
- Strauss‘ Monologe (Štrausov solilokvij), eine Sammlung von zwölf Geschichten im impressionistischen Stil, 2024. online ISBN 978-86-6341-940-7
- Der letzte Tag des guten Herrn Cilic (Poslednji dan dobrog gospodina Cilića), historischer und sozialer Roman, 2024. online ISBN 978-86-6341-978-0
- Ideologischer Habitus von Ivo Andrić (Ideološki habitus Ive Andrića) eine literarisch-polemische und theoretische Studie, 2024. online ISBN 978-86-6341-977-3

## Auszeichnungen (Auswahl)
Đukanović ist Träger literarischer Ehrungen, Anerkennungen und Auszeichnungen in der Region und im Ausland, darunter:
- 2020: Serbischer Literaturpreis „Portalibris“ für narrative Prosa – einer von mehreren Preisträgern des Preises (Verlag „Portalibris“, Belgrad, Serbien)[2]

- 2021: Bosnisch-herzegowinischer Zvonimir-Šubić-Preis der Serbischen Bildungs- und Kulturverein Prosvjeta für narrative Prosa (Serbischen Bildungs- und Kulturverein Prosvjeta, Srebrenica, Bosnien und Herzegowina)[3]
- 2022: Bosnisch-herzegowinischer Boško-Milovanović-Preis der Serbischen Bildungs- und Kulturverein Prosvjeta für Journalismus im Kulturbereich (Serbischen Bildungs- und Kulturverein Prosvjeta, Srebrenica, Bosnien und Herzegowina)[4]
- 2022: Serbischer Literaturpreis „Tragom Nastasijevićа“ für Prosa – einer von mehreren Preisträgern (Bibliothek „Die Nastasijević-Brüder“, Gornji Milanovac, Serbien)[5]
- 2023: Libanesische internationaler Naji-Naaman-Literaturpreis (Naji Naaman Literary Prize) für kreative literarische Arbeit in Inhalt und Stil, im Genre des literarischen Essays (Naji Naaman Kulturfonds, Jounieh, Libanesische Republik)[6]
- 2024: Amerikanischer Preis Literaturkritiker „Goldene Buch des Literarischen Titanen“ (Literary Titan Gold Book Award) für außergewöhnliche Kreativität beim Geschichtenerzählen, in der Kategorie ausländische Belletristik (Organisation kalifornischer professioneller Redakteure, Schriftsteller, Kritiker und Universitätsprofessoren für Literatur „Literarischer Titan“, Irvine – Kalifornien, Vereinigten Staaten von Amerika)[7][8]